# Diduga annulata
Diduga annulata là một loài bướm đêm thuộc phân họ Arctiinae, họ Erebidae.